# Corridor of Mirrors
Corridor of Mirrors is een Britse dramafilm uit 1948 onder regie van Terence Young. Destijds werd de film in Nederland uitgebracht onder de titel Nocturne.

## Verhaal
De Britse kunstenaar Paul Mangis heeft zich omringd met renaissancekunst. Hij is ervan overtuigd dat zijn vriendin Mifanwy Conway en hij de reïncarnatie zijn van twee geliefden op een schilderij. Zijn ideeën leiden tot een drama.

## Rolverdeling
| Acteur          | Personage            |
| --------------- | -------------------- |
| Eric Portman    | Paul Mangin          |
| Edana Romney    | Mifanwy Conway       |
| Barbara Mullen  | Veronica             |
| Hugh Sinclair   | Owen Rhys            |
| Bruce Belfrage  | David Conway         |
| Alan Wheatley   | Edgar Orsen          |
| Joan Maude      | Caroline Hart        |
| Leslie Weston   | Mortimer             |
| Hugh Latimer    | Bing                 |
| John Penrose    | Brandy               |
| Christopher Lee | Charles              |
| Lois Maxwell    | Lois                 |
| Mavis Villiers  | Babs                 |
| Thora Hird      | Bezoeker in Tussauds |